# 牛木辰男
牛木辰男（うしき たつお、1957年 - ）は、日本の医学者、解剖学者、医師。電子顕微鏡を用いた顕微解剖学研究を専門とする。
第16代新潟大学学長（2020年2月1日～）。国立大学協会副会長。日本解剖学会常務理事。日本顕微鏡学会前会長(2017～2018)。

## 経歴
- 1957年07月 - 新潟県糸魚川市に生まれる[1]
- 1976年03月 - 新潟県立高田高等学校卒業[2]
- 1982年03月 - 新潟大学医学部医学科卒業[1]
- 1986年03月 - 新潟大学大学院医学系研究科博士課程修了[1]。医学博士
- 1986年04月 - 岩手医科大学医学部 助手（第二解剖学講座）[1]
- 1988年11月 - 同講師[1]
- 1990年01月 - 北海道大学医学部 助教授（第三解剖学講座）[1]
- 1995年09月 - 新潟大学医学部 教授（第三解剖学講座）[1]
- 2001年04月 - 同大学院医歯学総合研究科に配置換、同医学部教授に併任[1]
- 2004年04月 - 新潟大学教授医歯学系（顕微解剖学）に配置換[1]
- 2012年02月 - 新潟大学医学部副学部長（～2014年1月）[1]
- 2014年02月 - 新潟大学医歯学系長（～2018年1月）[1]、新潟大学医学部長（～2018年1月）[1]、新潟大学大学院医歯学総合研究科副研究科長 （～2016年3月）[1]
- 2018年02月 - 新潟大学理事（国際担当）・副学長[1]
- 2020年02月 - 新潟大学学長（任期：2020年2月1日～2024年1月31日）[1]
- 2021年01月 - 学長専任に伴い顕微解剖学分野教授を退任。芝田晋介(前：慶応義塾大学医学部講師 電子顕微鏡研究室)が同分野教授として着任[3]。
- 2021年06月 - 国立大学協会副会長[4]

## 人物
趣味は絵を描くこと、連句、パスタづくり。座右の銘は不易流行。
特に美術においては学生時代から画業に勤しみ、1978年に春陽会展に出品、1982年には個展を新潟市内のホテルイタリア軒にて開催した。
高校時代から趣味の美術に傾倒していたため、美術大学に進学すると思っていた同級生は牛木が医学部に進学すると知り驚いたという。学生時代に組織学の講義を通じて顕微鏡の魅力に惹かれ、また当時組織学教室を運営していた藤田恒夫教授がデッサン会を開催するなど美術に造詣が深かったこともあり、以後藤田の研究室に出入りするようになる。

## 研究
研究領域は顕微解剖。走査プローブ顕微鏡の医生物応用と電子顕微鏡による組織の超微立体構造を専門とする。（業績）
なお、研究室の前任の教授は医師・解剖学者の藤田恒夫。藤田と牛木は師弟関係にあり、「細胞紳士録」は両者の共著である。。
また、当時第一解剖学教室の教授であった小片保（おがた たもつ/1916～1980/人類学者・解剖学者）にも師事し、講義を受けている。

## 執筆
医学生向けの組織学の教科書から、一般向けの書籍まで顕微解剖に関する執筆活動を広く行っている。
執筆書には、本人による手描きのスケッチやイラストを多く載せていることも特徴である。
特に「入門組織学」は初学者向けの組織学教科書として、新潟大学、東京医科歯科大学、京都大学、広島大学、香川大学などの講座において教科書・参考書に指定されている。

### 主な著書[18]
- 入門組織学（改訂第2版）、南江堂 2013[19]
- 組織学（第20版）（共著）、南山堂 2019[20]
- 生物総合資料（3訂版）、実教出版 2016[21]
- ライフサイエンス顕微鏡学ハンドブック（編集）、朝倉書店 2018[22]
- 細胞大図鑑（Newton大図鑑シリーズ）、ニュートンプレス 2021[23]
- ずかんヒトの細胞 : 見ながら学習調べてなっとく、技術評論社 2021[24]
- カラー図解人体の正常構造と機能（坂井建雄, 河原克雅総編集 改訂第4版）Ⅰ呼吸器、日本医事新報社 2021[25]
- ミクロにひそむ不思議―電子顕微鏡で身近な世界を見る（共著）、岩波ジュニア新書 2008[26]
- Chromosome nanoscience and technology, CRC Press, 2008[27]
- 人間 : いのちの歴史（小学館の図鑑NEO, 13）、小学館 2006[28]
- カラー版 細胞紳士録（共著）、岩波新書 2004[29]
- マウスの発生：走査電顕アトラス（共著）、岩波書店 2003[30]
- ボーニー 人体骨格模型(ペーパークラフト・ブック)、西村書店 2004[31]
- アトラス解剖学 : 人体の構造と機能（E.リューティエン‐ドレコール, J.W.ローエン著、共訳）、西村書店 2002[32]
- フィッツジェラルド人体発生学（共訳）、西村書店 1999[33]
- カラーアトラス機能組織学（Jeffrey B Kerr著、共訳）、南江堂 2001[34]
- クルスティッチ立体組織学アトラス（共訳）、西村書店 2017[35]
- 横好き連句、響文社 1997[36]
- 電子顕微鏡でわかったこと : 細胞の微細構造から原子の姿まで、講談社 1994[37]